# Hurts
Hurts jsou britské synthpopové duo založené roku 2009, sestávající ze zpěváka Thea Hutchcrafta (* 30. srpna 1986 v Richmondu) a klávesisty, kytaristy Adama Andersona (* 14. května 1985 v Manchesteru). Jejich debutové album Happiness, obsahující například skladby jako Wonderful Life nebo Better Than Love, se umístilo mezi deseti nejúspěšnějšími alby ve dvanácti evropských zemích a celosvětově se ho prodalo na 800 000 kopií. V kategorii singlových nahrávek bylo celosvětově prodáno více než milion kusů.
Jsou také známí, díky spolupráci s Calvinem Harrisem na singlu Under Control. Kromě synthpopu si získaly pozornost i díky svému dress codu. Od samého počátku své umělecké kariéry totiž vystupují uhlazení a převážně v oblecích. Má se údajně jednat o narážku na jejich předchozí stav - oba totiž byli nezaměstnaní a aby neztratili poslední důstojnost, tak docházeli na úřad práce oba právě v obleku. 
8. března 2013 vydali své druhé album Exile, které se nedočkalo tak obrovskému úspěchu jako Happiness. V rámci marketingových aktivit v období propagace alba Exile vydali spolu se Sony řadu sluchátek XBA-H. 
9. října 2015 vydali své třetí album s názvem Surrender. Pilotním singlem se stal Some Kind of Heaven, který předznamenal novou éru Hurts s optimističtějšími prvky. 29. září 2017 vydali své čtvrté album s názvem Desire, které je zatím nejvíce popovou nahrávkou skupiny. Po dlouhé odmlce v květnu vydali nový single Voices, který předznamenává vydání nového alba. Spolu s vydáním druhého singlu s názvem Suffer byl zveřejněn i název nadcházejíciho alba. Chystané album Faith vyšlo 4. září 2020. 
Hurts s oblibou přijíždí na koncerty do České republiky, které se vyskytuje pokaždé v seznamu turné k nové desce.

## Diskografie
"Happiness" (2010)
"Exile" (2013)
"Surrender" (2015)
"Desire" (2017)
"Faith" (2020)